# Audiensen
Audiensen (italienska: L'udienza) är en italiensk-fransk dramafilm från 1972 i regi av Marco Ferreri.

## Rollista i urval
- Enzo Jannacci - Amedeo
- Claudia Cardinale - Aiché
- Ugo Tognazzi - Aureliano Diaz
- Michel Piccoli - padre Amerin
- Vittorio Gassman - principe Donati
- Alain Cuny - jesuiten